# کودک ۴۴
کودک ۴۴ (به انگلیسی: Child 44) رمان تریلری است نوشته نویسنده انگلیسی، تام راب اسمیت و روایتگر مأمور سابق امنیتی شوروی، لئو دمیدوف، که به تحقیق دربارهٔ قتل چند کودک در شوروی دوران استالین می‌پردازد.

## درونمایه‌ها
رمان بر اساس جنایت‌های قاتل زنجیره‌ای اوکراینی، آندره چیکاتیلو مشهور به قصاب روستوف نوشته است. چیکاتلو در بازه‌ی زمانی سالهای ۱۹۷۸ تا ۱۹۹۰ حداقل ۵۲ زن و کودک بی‌دفاع را در محدوده‌ی کشورهای روسیه، اوکراین و ازبکستان (که در آن زمان بخشی از اتحاد جماهیر شوروی بودند) به قتل رسانده بود.
این کتاب اولین قسمت از سه‌گانه تام راب اسمیت دربارهٔ تاریخ روسیه در دوران حکومت کمونیست است.
داستان حول دوران پیش و  پس از مرگ رهبر اتحاد جماهیر شوروی، استالین، روایت می‌شود. اسمیت این موضوع را به فرصتی برای بازگویی شیوه‌ی زندگی عادی و روزمره‌ی شهروندان «نرمال» شوروی تبدیل کرده است. هدف او این است که به خوانندگانش نشان دهد ترس و تحمیل سکوت بر جامعه چگونه باعث گسترش نادانی در بین مردم می‌شود.

## جوایز
کودک ۴۴ برای ۱۷ جایزه بین‌المللی کاندیدا شد که موفق به اخذ هفت جایزه از آنها شد. این کتاب در سال ۲۰۰۸ کاندیدای جایزه بوکر بود و جایزه خنجر فولادی یان فلمینگ را از آن خود کرد. این کتاب در برترین کتاب‌های دهه در فهرست ریچارد و جودی قرار گرفت و در سال ۲۰۰۹ جایزه ویورتون گود رید را دریافت کرد. همچنین در سال ۲۰۰۸ در فهرست جوایز دزموند الیوت قرار داشت. همچنین اسمیت جایزه بهترین نویسنده گالاکسی بوک را در سال ۲۰۰۸ دریافت کرد.

## در ایران
کودک ۴۴ در سال ۱۳۹۰ در ایران توسط انتشارات مروارید و به ترجمه نادر قبله‌ای وارد بازار شد.